# Алгабаський сільський округ (Сиримський район)
Алгаба́ський сільський округ (каз. Алғабас ауылдық округі, рос. Алгабасский сельский округ) — адміністративна одиниця у складі Сиримського району Західноказахстанської області Казахстану. Адміністративний центр — село Алгабас.
Населення — 1361 особа (2021; 1954 у 2009, 2895 у 1999, 3721 у 1989).
Станом на 1989 рік існувала Алгабаська сільська рада (села Аккудук, Акраб, Аксай, Алгабас, Жанаонір, Кизилагаш, Таскудук). 2001 року село Казахстан (колишній Аккудук) передано до складу Талдибулацького сільського округу.

## Склад
До складу округу входять такі населені пункти:
| Населений пункт | Старі назви | Населення, осіб (1989) | Населення, осіб (1999) | Населення, осіб (2009) | Населення, осіб (2021) |
| --------------- | ----------- | ---------------------- | ---------------------- | ---------------------- | ---------------------- |
| Аксай, село     | Кизилту     | 300                    | 235                    | -                      | -                      |
| Алгабас, село   | -           | 1681                   | 1835                   | 1347                   | 1200                   |
| Жанаонір, село  | -           | 565                    | 552                    | 278                    | 88                     |
| Кизилагаш, село | -           | 95                     | -                      | -                      | -                      |
| Сасикколь, село | Акраб       | 539                    | 508                    | 329                    | 73                     |
| Таскудук, село  | -           | 541                    | -                      | -                      | -                      |